# ويليام وودورد سينيور
ويليام وودورد سينيور (بالإنجليزية: William Woodward, Sr.) هو مصرفي ومحامي أمريكي، ولد في 7 أبريل 1876 في نيويورك في الولايات المتحدة، وتوفي بنفس المكان في 25 سبتمبر 1953.

## وصلات خارجية
- ويليام وودورد سينيور على موقع الموسوعة البريطانية (الإنجليزية)